# Villar de Chinchilla
Villar de Chinchilla är en ort i Spanien.   Den ligger i provinsen Provincia de Albacete och regionen Kastilien-La Mancha, i den sydöstra delen av landet, 250 km sydost om huvudstaden Madrid. Villar de Chinchilla ligger 905 meter över havet och antalet invånare är 358.
Terrängen runt Villar de Chinchilla är platt. Runt Villar de Chinchilla är det mycket glesbefolkat, med 4 invånare per kvadratkilometer. Närmaste större samhälle är Higueruela, 10,1 km nordost om Villar de Chinchilla. Trakten runt Villar de Chinchilla består till största delen av jordbruksmark.